# Andrus Kivirähk

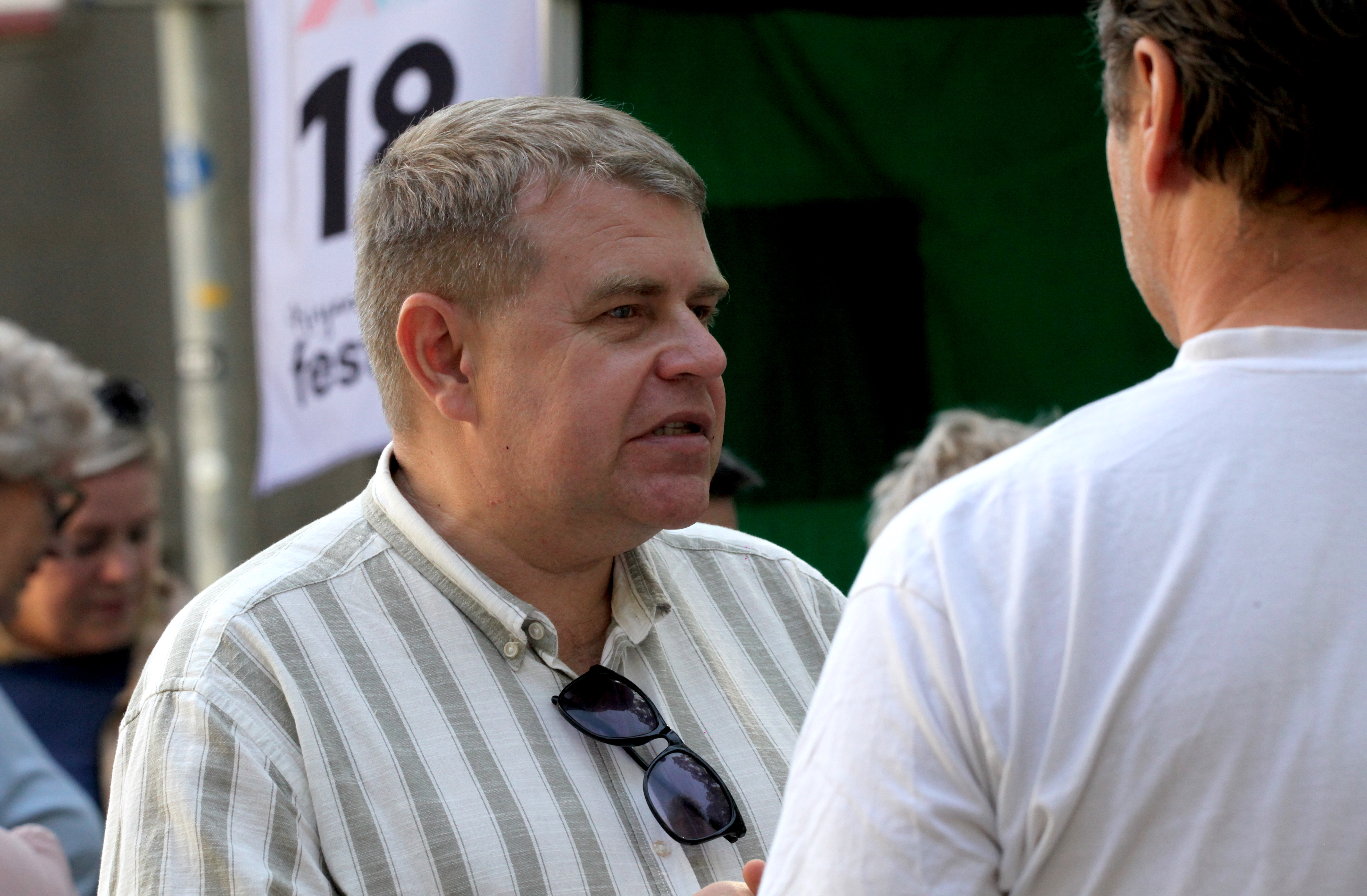
Andrus Kivirähk (2021)

Andrus Kivirähk (* 17. srpna 1970, Tallinn) je současný estonský prozaik, dramatik, fejetonista a redaktor.

## Život
Andrus Kivirähk vystudoval univerzitu v Tartu, obor žurnalistika. V současné době působí jako redaktor estonského deníku Eesti Päevaleht.

## Dílo
Od 14 let aktivně píše, jeho rané práce (humoresky, fejetony, parodie, krátké povídky) byly publikovány časopisecky. První knihu vydal roku 1995, byla jí próza Paměti Ivana Oravy aneb Minulost jako modravé hory (estonsky Ivan Orava Mälestused ehk Minevik kui helesinised mäed), která získala ocenění estonské státní nadace Kulturní kapitál v podobě roční prémie.
Novela Umělec Jakub (estonsky Kunstlik Jaagup) z roku 1997 přinesla svému autorovi cenu Friedeberga Tuglase, ocenění za nejlepší novelu v Estonsku. K dalším Kivirähkovým prózám patří např. romány Motýlek (Liblikas, 1999), Dráb (Rehepapp, 2000) nebo Muž, který rozuměl hadí řeči (Mees, kes teadis ussisõnu, 2007). Za charakteristické prvky tvorby Andruse Kivirähka je možné považovat humor, inspirace z historie, estonského folklóru a mytologie.

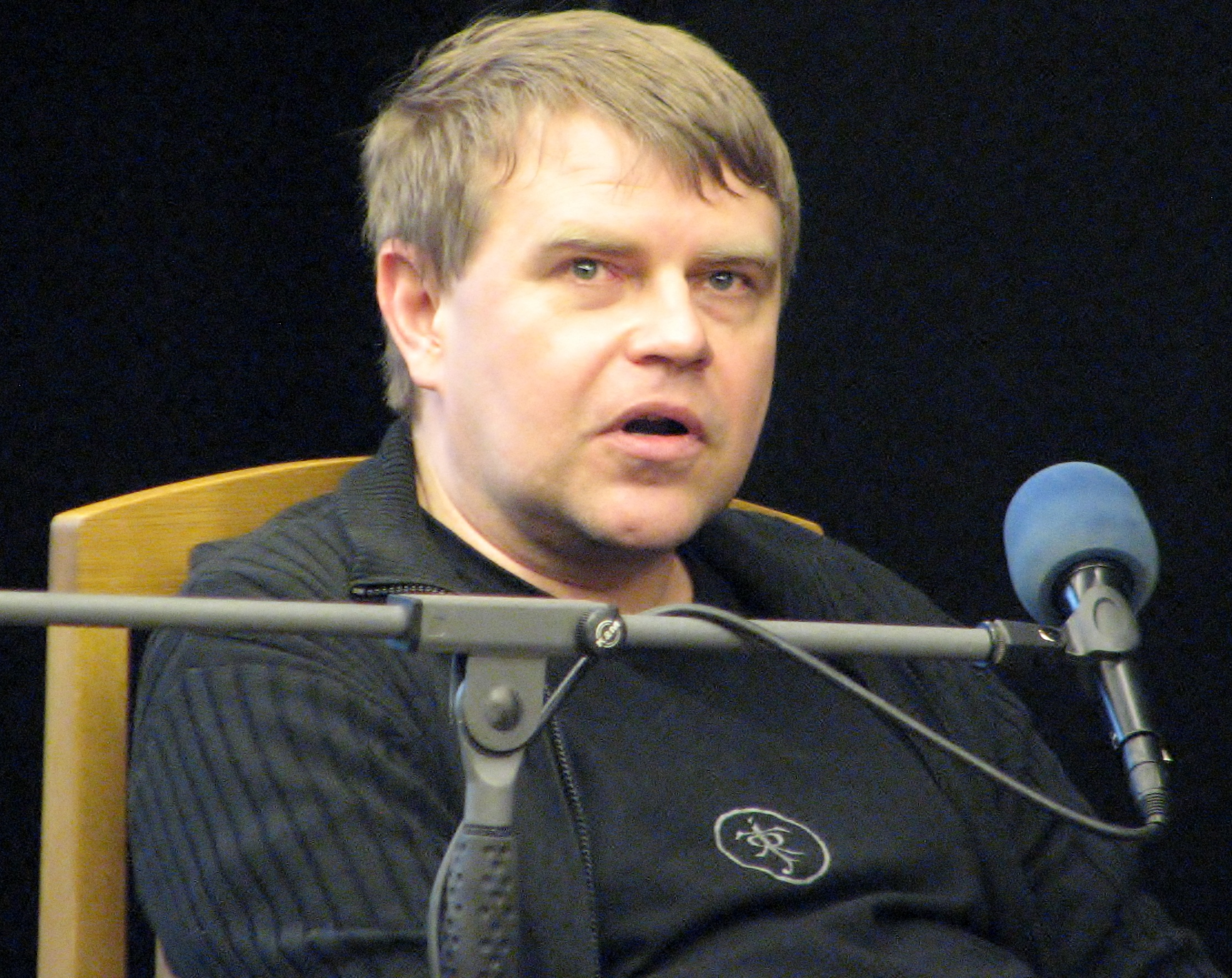
Andrus Kivirähk

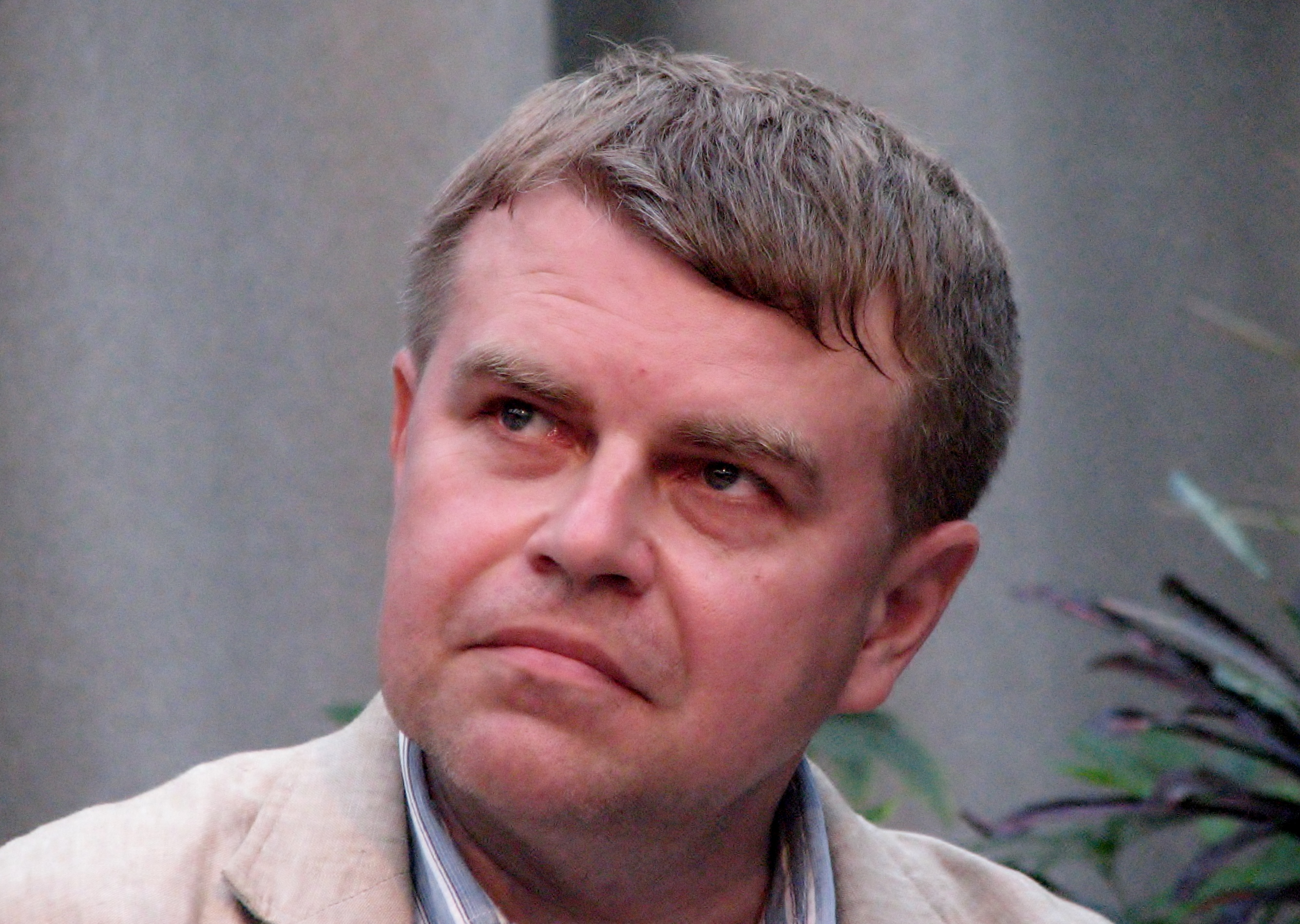
Andrus Kivirähk

Posledně jmenovaný román byl jako jediný zatím přeložen i do češtiny. Kivirähk v něm nabízí pohled na christianizaci Estonska očima starších pohanských obyvatel, lesních lidí. V popisu způsobu jejich života využívá autor prvky estonské mytologie. Ta je patrná mj. při líčení zvyků, vztahu ke zvířatům i v postavě tajemné Drakóny, bájné bytosti chránící pohanské Estonce. V románu je vylíčen střet dvou kultur, dvou náboženství, dvou přístupů k životu. Jedna z nich sílí na úkor druhé, která postupně mizí. Starý způsob života je silně spjat s přírodou, i ta se však proměňuje, navíc nastupující generace lidí postupně ztrácí znalost jazyka, jehož pomocí ji lze ovládat. Z dnešního pohledu je možné přenést problém na kterýkoli jazyk menších národů, odolávající tlaku celosvětově užívaných jazyků. V románu je nastíněn protiklad dvou náboženství, křesťanského a pohanského, a vyznívá z něj silná kritika přílišné zbožnosti a fanatismu. Těžko lze v románu o lidském společenství opomenout otázky mezilidských vztahů, svérázným způsobem je zmíněn např. problém nevěry. Nadpřirozeně působí postava Meemeho, který je jedním z mála propojení ke starým tradicím, zároveň však využívá výhod cizí kultury, např. alkoholu. Čtivě psanému románu nechybí prvek napětí, překvapení ani humoru. Tragikomičnost se objevuje např. při líčení smrti otce hlavního hrdiny. Některé pasáže jsou líčeny až naturalisticky a hororově, bizarně vyznívají pasáže o vši, kterou vychovává dvojice lidoopů.
Andrus Kivirähk je autorem několika humorných divadelních her, příkladem je komedie Procházka po duze (estonsky Jalutuskäik vikerkaarel) z roku 1997. Znám je také svou tvorbou pro děti, píše jak dětskou prózu, tak drama. Z prózy je to např. Sirli, Siim a tajemství (estonsky Sirli, Siim ja saladuset), vydané v roce 1999.

## Překlady
- Lotka z osady vynálezců (úryvky z Leiutajatekula Lotte). Tvar 2012, 14, s. 16. Přel. Naděžda Slabihoudová.
- Muž, který rozuměl hadí řeči (Mees, kesteadis ussisõnu). Kniha Zlín, Zlín 2011. Přel. Naděžda Slabihoudová.
- Muž, který rozuměl hadí řeči (úryvky z Mees, kesteadis ussisõnu). Plav 6, 2010, 12, s. 11–15. Přel. Naděžda Slabihoudová.
- Princ a chuďas. Tvar 2014, 8, s. 12–13. Přel. Naděžda Slabihoudová.